# Fascellina rectimarginata
Fascellina rectimarginata là một loài bướm đêm trong họ Geometridae.